# (506121) 2016 BP81
(506121) 2016 BP81 ist ein Asteroid, der zu den Transneptunischen Objekten zählt und am 27. Januar 2016 von Weltraumteleskop Kepler (IAU-Code C55) entdeckt wurde.